# Madison Capitols
Madison Capitols är ett amerikanskt juniorishockeylag som har spelat i United States Hockey League (USHL) sedan 1984, dock med två upplagor av Madison Capitols. Första upplagan grundades 1984 och spelade fram till 1991 när de bytte lagnamn till Wisconsin Capitols. Det varade fram till 1995 när laget lades ner. Den 26 november 2013 meddelades det att Madison Capitols skulle återuppstå och spela igen i USHL med start från säsongen 2014-2015. Den första upplagan spelade i Hartmeyer Ice Arena medan den nya spelar i Bob Suter's Capitol Ice Arena, båda ligger i Madison i Wisconsin. Laget ägs av Madtown Hockey, LLC som delägs bland annat av ishockeybacken Ryan Suter som spelar för Minnesota Wild i National Hockey League (NHL). Capitols har varken vunnit Anderson Cup, som delas ut till det lag som vinner USHL:s grundserie eller Kelly Cup, som delas ut till det lag som vinner USHL:s slutspel.
De har fostrat spelare som John Byce, Mark Osiecki, Derek Plante, Brian Rafalski och Tim Sweeney.